# Echtzeitkurs
Mit Echtzeitkurs (auch Realtimekurs) bezeichnet man einen Börsenkurs, der von einem Kurssystem in Echtzeit, das heißt ohne Verzögerung geliefert wird. Zum Beispiel werden die offiziell festgestellten Kurse großer Indizes, wie der DAX-Familie oder dem S&P 500, nur mit einer Verzögerung von 15 Minuten publiziert. Kurse, die nicht in Echtzeit geliefert werden, bezeichnet man entsprechend als „verzögerte Kurse“.
Der Bezug von Echtzeitkursen ist in der Regel kostenpflichtig. Für den privaten Gebrauch können Echtzeitkurse teilweise auch kostenlos (ggf. mit Registrierung) bei einigen Parkettbörsen über das Internet bezogen werden, zum Beispiel bei der Börse Frankfurt oder der Börse Stuttgart.
Einige Banken und Broker bieten auch kostenlos sog. indikativen Kurse ohne Verzögerung an. Diese Kurse berechnen sie auf Basis ihrer eigenen gestellten Kurse, daher können sie vom offiziellen Kurs abweichen.